# Abdelmalek Rahou
Abdelmalek Rahou est un boxeur algérien né le 17 mars 1986.

## Carrière
Sa carrière amateur est marquée par une médaille d'or aux championnats d'Afrique de Yaoundé en 2011 dans la catégorie poids moyens. Qualifié pour les Jeux de 2012 à Londres, il s'incline au second tour face au boxeur japonais Ryōta Murata.